# Blum (herb szlachecki)
Blum – polski herb szlachecki z nobilitacji.

## Opis herbu
Opisy z wykorzystaniem zasad blazonowania, zaproponowanych przez Alfreda Znamierowskiego:
W polu błękitnym dziewięć róż srebrnych w trzy poprzeczne rzędy: cztery, trzy i dwie. 
W klejnocie nad hełmem w koronie mąż brodaty do kolan, w okrągłej czapce, odziany w szatę z prawej strony srebrnych, a z lewej błękitną.

## Najwcześniejsze wzmianki
Nadany w 1794 roku Janowi Blumowi, pułkownikowi Kawalerii Narodowej. 

## Herbowni
Herb ten był herbem własnym, toteż do jego używania uprawniony jest tylko jeden ród herbownych:
Blum.